# فرانك أولسن
العالم فرانك أولسون (بالإنجليزية: Frank Olson)‏ ولد في 17 يوليو 1910 واغتيل في 28 نوفمبر 1953 ، كان أحد العلماء المتخصصين في برامج الأسلحة البيولوجية في الجيش الأمريكي. تم تخديره بواسطه عقار ال اس دي من قِبل وكالة الاستخبارات الأمريكية بدون علمه وبعد أيام من وجوده في نيويورك عثر على فرانك أمام الفندق الذي ينزل فيه وهو غارق في بركة من دمائه بعد أن قفز من نافذة غرفته من الطابق الثالث عشر.

## مؤامرة اغتياله
تقول الرواية الرسمية للحادث أن فرانك أولسن أقدم على الانتحار ، أما عائلة فرانك أولسن فتصر على أن وكالة الاستخبارات الأمريكية قامت بقتله بسبب تهديده إياها بفضح برامج ومشاريع على درجة عالية من السرية تتعلق بالتحكم بالدماغ عن طريق التخدير والتنويم المغناطيسي ، وقد جرى استخراج رفات فرانك أولسن من قبره عام 1994 وتم تشريحه مجددا وقد أظهرت النتائج بشكل لا يقبل اللبس بأنه تعرض للضرب العنيف قبل رميه من شباك غرفته وانه كان على الأغلب فاقدا للوعي عندما هوى إلى الأرض.

## مواضيع لها علاقة
- مصل الحقيقة